# 尾道市民の歌
「尾道市民の歌」（おのみちしみんのうた）は、日本の広島県尾道市で制定されている市民歌である。作詞・武村好郎、作曲・高木東六。

## 解説
尾道市では1937年（昭和12年）に「尾道市歌」（作詞：二宮苔石、作曲：鈴木哲夫）が制定され、戦後も歌詞の一部を改訂して歌い継がれていたが市制60周年を機に市歌の代替わりを行うことになり、前年の1958年（昭和33年）に2代目の「尾道市民の歌」が制定された。作詞者の武村好郎は読売新聞尾道通信部の記者で、5年後の1963年（昭和38年）には山口県厚狭郡山陽町（現在の山陽小野田市）の町民歌に懸賞募集で入選している。
歌詞は1986年（昭和61年）刊の『尾道のわらべうた』に収録。現行の市民歌であり2018年（平成30年）には市制120周年記念式典で斉唱されているが、市のサイトに紹介は無く2012年（平成24年）刊行の『全国 都道府県の歌・市の歌』にも掲載されていない。